# Amfioensociëteit
De Sociëteit tot den Handel in Amfioen werd in 1745 op initiatief van gouverneur-generaal Van Imhoff in Batavia opgericht en was een vennootschap die zich tot doel had gesteld om voor de Vereenigde Oostindische Compagnie de handel in ruwe opium (destijds "amfioen" of "amphioen" genoemd) te reguleren.

## Vereenigde Oostindische Compagnie
Al voor de komst van de Europeanen was opium een belangrijk handelsproduct in het Aziatisch gebied. Omdat er in Azië weinig belangstelling bestond voor Europese producten, moest de handelswaar door de VOC veelal betaald worden met goud en zilver. Het kostbare opium bleek daarvoor een goed alternatief te zijn. Het opiumsap, ook wel "heulsap" genoemd, werd vooral rond Bihar in Bengalen gewonnen. Vanaf het midden van de 17e eeuw werd Batavia het centrum van de opiumhandel van de VOC. Het grootste deel van de uit Bengalen ingevoerde opium werd daar verkocht aan speculanten en kleine handelaren, veelal Chinezen, die de opium verder verhandelden en vervoerden naar de eilanden van de archipel en naar China. Toen de VOC in 1676 in Java het monopolie op de handel in opium verkreeg van de sultan van Mataram nam de handel beduidende vormen aan.

## Amfioensociëteit
Naast de officiële handel was er ook een grote en lucratieve smokkelhandel door VOC-werknemers. Om de verliezen door smokkel voor de VOC onder controle te krijgen werd op 30 november 1745 door gouverneur-generaal Van Imhoff toestemming verleend om een naamloze vennootschap onder de naam “Sociëteit tot den Handel in Amfioen” op te richten. De vennoten waren allen VOC-bestuurders en de eerste directeur was de latere gouverneur-generaal Jacob Mossel. De vennootschap kreeg toestemming om opium in het klein te verkopen. De VOC zou in Bengalen ruwe opium blijven inkopen en de Amfioensociëteit zou zich verplichten om ieder jaar 1200 kisten van 60 kilo af te nemen tegen een vaste prijs van 450 realen per kist. Mocht de Amfioensociëteit meer opium kunnen afzetten dan zou voor de volgende kisten 400 realen worden betaald, en boven de 1500 kisten zakte de prijs naar 350 realen per kist. De Amfioensociëteit kreeg op 30 november 1745 voor tien jaar het monopolie op de kleinhandel in Java en nam inderdaad ieder jaar een vaste hoeveelheid opium af. Van Imhoffs plan kwam zo gedeeltelijk uit; de VOC maakte zonder daar veel voor te hoeven doen 600 gulden winst per kist opium maar door de toegenomen vraag steeg ook de prijs op Java zodat smokkel toch weer lucratiever werd.

## Britse Oost-Indische Compagnie
Vanaf 1756 veroverden de Engelsen Bengalen, het productiegebied van de opium. De VOC stuurde nog wel een smaldeel om de Nederlandse factorijen in Bengalen te beschermen, maar de Engelsen vielen dit eskader zonder pardon aan en vernielden de schepen van de VOC. Vanaf dat moment dwong de Britse Oost-Indische Compagnie een monopolie op de opiumhandel af. De VOC mocht de opium tegen een forse prijs van de Engelsen kopen maar kon daarna geen grote winsten meer realiseren omdat de Engelsen de opium in China zelf gingen verkopen, en omdat de handel op Java door het octrooi in handen van de Amfioensociëteit was. Het octrooi voor de Amfioensociëteit werd nog viermaal verlengd maar in 1794 ontbonden. De Amfioensociëteit werd opgevolgd door de Amfioendirectie, die niet meer in handen van particulieren was maar van de VOC zelf. Op 17 september 1808 - de VOC was toen inmiddels ontbonden - werd de Amfioendirectie door gouverneur-generaal Daendels opgeheven.
De lucratieve Javaanse handel in opium werd na opheffing van de Amfioendirectie door de Nederlandsche Handel-Maatschappij en later door de Opiumregie voortgezet.